# Николаев, Иван Стефанович
Иван Стефанович Николаев (28 мая 1916 — 11 апреля 1945) — советский военнослужащий, участник Великой Отечественной войны. Герой Советского Союза (15 мая 1946 года) (посмертно).

## Биография
Николаев И. С., белорус по национальности, родился в Климовичах в семье служащего и окончил семь классов. В Красную Армию вступил в 1934 году, окончив в 1939 году Борисоглебскую военную авиационную школу.
Оказавшись на фронте Великой Отечественной войны в ноябре 1942 года, Николаев являлся командиром эскадрильи 90-го гвардейского штурмового авиационного полка (4-я гвардейская штурмовая авиационная дивизия, 5-я воздушная армия, 2-й Украинский фронт). Всего на счету лётчика, имевшего уже звание гвардии майора, было 135 боевых вылетов, причём в 109 из них он был ведущим групп. Во время этих вылетов Николаев сумел нанести значительный урон как боевой технике, так и живой силе противника. При выполнении очередного боевого задания в районе посёлка Ланжгот (Чехословакия) 11 апреля 1945 года лётчик погиб.
15 мая 1946 года Николаеву И. С. было присвоено звание Героя Советского Союза (посмертно).

## Награды
- Герой Советского Союза (15 мая 1946 года);
- орден Ленина;
- два ордена Красного Знамени;
- орден Богдана Хмельницкого 3 степени;
- орден Александра Невского;
- орден Отечественной войны 1 степени;
- медали.

## Память
Именем Николаева И. С. были названы улица и гимназия в городе Климовичи.